# 布拉德利縣 (阿肯色州)
布拉德利縣（英語：Bradley County）是美国阿肯色州南部的一個縣，面積1,695平方公里。根據2020年美國人口普查，共有人口10,545人。縣治沃倫（Warren）。該縣成立於1840年12月18日，縣名紀念1812年戰爭中的將領休·布拉德利。
本縣為一禁酒的縣。